# Goran Navojec
Goran Navojec (Bjelovar, 10 ottobre 1970) è un attore, musicista e doppiatore croato.

## Biografia
È il fratello maggiore dell'attore Bojan Navojec. Dal 2010 è un componente della band pop-rock Karne con Miraj Grbić e Feđa Isović, insieme hanno pubblicato un album discografico nel 2012.

## Filmografia

### Cinema
- Vukovar: The Way Home - regia di Branko Schmidt (1994)
- Kako je počeo rat na mom otoku - regia di Vinko Brešan (1996)
- Tri muškarca Melite Žganjer - regia di Snježana Tribuson (1998)
- Elvjs e Merilijn - regia di Armando Manni (1998)
- Ne dao Bog većeg zla - regia di Snježana Tribuson (2002)
- Duga mračna noć - regia di Antun Vrdoljak (2004)
- Dva igrača s klupe - regia di Dejan Šorak (2005)
- Kotlovina - regia di Tomislav Radić (2011)
- Parada - regia di Srđan Dragojević (2011)
- In ordine di sparizione (Kraftidioten) - regia di Hans Petter Moland (2014)
- Naša svakodnevna priča - regia di Ines Tanović (2015)
- Osmi povjerenik - regia di Ivan Salaj (2018)
- Deset u pola - regia di Danis Tanović (2021)
- Nakon ljeta - regia di Danis Tanović (2024)

### Televisione
- Naša mala klinika - serie TV (2004-2007)
- Tito - miniserie TV (2010)
- Miris kiše na Balkanu - serie TV (2010-2011)
- Lud, zbunjen, normalan - serie TV (2010-2015)

## Doppiaggio
- Mr. Ray in Alla ricerca di Nemo
- Junior in Mucche alla riscossa
- Boog in Boog & Elliot - A caccia di amici
- Bad Bill in Rango
- Bomb in Angry Birds - Il film, Angry Birds 2 - Nemici amici per sempre

## Discografia
- Diktatura amatera (2012)